# Addio per sempre (romanzo)
Addio per sempre (Shake Hands Forever) è un romanzo poliziesco della scrittrice britannica Ruth Rendell, il nono dedicato alla serie dell'Ispettore Wexford.
Pubblicato nel 1975, in Italia è apparso nel 1988 nella collana Il Giallo Mondadori con il numero 2032.

## Trama
Quando Robert Hathall arriva a Kingsmarkham un venerdì, porta con sé la madre perché questa  conosca Angela, sua seconda moglie. Subito i due si accorgono che Angela non è ad aspettarli alla stazione e si avviano a piedi. Giunti al cottage, l'uomo cerca la moglie dappertutto, ma non al piano superiore della casa, dove invece manda la madre. Lei trova la nuora morta strangolata sul letto e la polizia interviene. Gli uomini sotto la direzione di Wexford rilevano solo poche impronte digitali, la casa sembra uno specchio, tanto è pulita. Anche l'arma del delitto, una collana, sembra sparita, assieme a pochi altri oggetti del valore di circa cinquanta sterline.
Dopo vari giorni, Wexford torna a parlare con Hathall e deve ammettere che non ci sono indizi sufficienti, salvo la misteriosa impronta di una mano femminile con una cicatrice sull'indice. A questa notizia Hathall è così sconvolto che l'ispettore si convince che abbia qualcosa da nascondere. Prova a metterlo alle strette, ma ottiene solo che Hathall scriva in seguito una lettera di protesta al sovrintendente Griswold. Così, a quindici giorni dal delitto, Wexford viene sollevato dall'incarico. Però nel frattempo ha scoperto, grazie a un breve soggiorno a Londra, che Angela aveva (anni prima) organizzato una piccola truffa sul luogo di lavoro e forse anche il marito non era del tutto onesto, dato che cambiava spesso lavoro.
Wexford può indagare solo a tempo perso, ma la sua convinzione che Hathall sia l'assassino si va rinsaldando: a Londra, con l'aiuto del nipote Howard, fa pedinare Hathall e scopre che questi ha una donna molto ben nascosta. Inoltre si scopre una truffa di Hathall, che ha inventato due donne alle quali la sua ditta pagava lo stipendio. Il denaro veniva prelevato dalla donna invisibile. Per finire, il collega Lovat, cercando una donna scomparsa, Morag Grey, durante alcuni scavi trova la collana che è servita a strangolare Angela Hathall. Ma tutti questi indizi e la solidarietà di colleghi e nipote, non possono fermare il piano di Hathall, che progetta di partire per il Brasile con un discreto gruzzolo, frutto delle sue truffe.
Le prove della truffa sono sufficienti per consentire a Howard, sovrintendente di polizia a Londra, di allertare l'aeroporto, ma le ore passano e molti voli non partono a causa della forte nebbia. Finalmente Wexford, obbedendo a un presentimento, entra in un affollatissimo bar e a un tavolino vede Hathall e una donna; sotto il tavolo hanno i loro bagagli. I due escono e l'ispettore a fatica li raggiunge sul marciapiede, facendo un cenno a Howard e Lovat che sono in macchina ad attenderlo. Hathal e la donna sono circondati:
Durante la grande festa natalizia che si tiene in casa di Wexford, l'ispettore, che aveva già riferito al sovrintendente Griswold, deve spiegare come stavano le cose: Angela non era morta, ma aveva ucciso Morag Grey, che aveva scoperto le truffe dei due coniugi. La scrupolosa pulizia di ogni superficie in casa e nell'auto doveva cancellare le impronte di Angela e nemmeno la suocera era in grado di capire che il cadavere non era quello della nuora. Però al momento dell'arresto Wexford, sentendo l'accento australiano, aveva compreso che la donna non era Morag, scozzese, ma proprio Angela, giunta dall'Australia pochi anni prima.

## Personaggi
- Wexford (Reginald), ispettore capo della polizia di Kingsmarkham.
- Burden (Michael), ispettore, aiutante di Wexford.
- Sergente Martin, della polizia di Kingsmarkham.
- Lovat, ispettore capo del Dipartimento Investigativo Criminale di Myringham.
- Sergente Hutton, del Dipartimento Investigativo Criminale di Myringham.
- Sovrintendente Griswold, superiore di Wexford e Lovat.
- Howard Fortune, nipote di Wexford, sovrintendente capo del Dipartimento Investigativo Criminale di Kenbourne Vale (Londra).
- Robert Hathall, contabile, cambia spesso lavoro. Affetto da nevrosi e mania di persecuzione.
- Angela Hathall, seconda moglie di Robert, del quale condivide tutte le manie. È nata in Australia.
- Signora Hathall, madre di Robert. È contraria al secondo matrimonio del figlio.
- Eileen Hathall, prima moglie di Robert, prediletta dalla madre di lui.
- Rosemary, figlia di Eileen e Robert, ha diciassette anni.
- Nancy Lake, vedova cinquantenne, vicina di Robert e angela.
- Mark Somerset, proprietario della casa di Angela e Robert
- Morag Grey, giovane donna scomparsa: proveniva dalla Scozia e viveva con il compagno in una casa semidemolita.

## Opere derivate
Il romanzo è stato adattato per la serie televisiva Ruth Rendell Mysteries, seconda stagione, in tre episodi andati in onda dal 23 settembre al 7 ottobre 1988

## Edizioni in italiano
- Ruth Rendell, Addio per sempre, traduzione di Elsa Pelitti, collana Il Giallo Mondadori, n. 2032, Milano 1988
- Id. Elementare, Wexford, introduzione di Rosaria Guacci, A. Mondadori, Milano 1993 ( Contiene Chi muore e chi mente; Addio per sempre; A sleeping life)